# Octave Crémieux
Octave Crémieux est un  compositeur français né le 10 juillet 1872 à Montpellier (Hérault) et mort le 7 juillet 1949 à Paris 18e.
Il est apparenté au dramaturge Hector Crémieux (1828-1892). 

## Biographie

### Jeunesse et études
Octave Crémieux naît le 10 juillet 1872 à Montpellier de Charles Mardochée Crémieux, cafetier, et Joséphine Wollff, sans profession.

### Carrière
Essentiellement compositeur de musique légère, Octave Crémieux a écrit des chansons, de nombreuses valses et trois opérettes. Il a connu un succès particulier avec Quand l'amour meurt, chanson écrite en 1904 avec le parolier Georges Millandy, reprise par Marlene Dietrich dans le film Morocco de Josef von Sternberg en 1930 et par Jeanne Moreau dans Le Petit Théâtre de Jean Renoir en 1970. 
Sa comédie musicale La Folle Escapade, créée en 1919 sur un livret de Maurice de Marsan et Régis Gignoux, fut sa principale réussite sur scène.
Il est le compositeur attitré de Paulette Darty, la reine de la « valse lente » à la Belle Époque.
Il meurt le 7 juillet 1949 dans le 18e arrondissement de Paris, à l'âge de 76 ans.

### Vie privée
Octave Crémieux épouse Guittla Blauwband, sans profession, le 1er juillet 1925 à la mairie du 9e arrondissement de Paris. L'écrivain Roland Dorgelès est l'un des témoins.

## Œuvres

### Opérettes
- 1919 : La Folle Escapade, opérette en 3 actes, livret de Maurice de Marsan et Régis Gignoux, musique d'Octave Crémieux,théâtre des Variétés
- 1921 : La Galante Épreuve, opérette légère à grand spectacle, livret de Paul Dollfus et Roland Catenoy, musique d'Octave Crémieux,La Cigale
- 1926 : Le Roi des Schnorrers, comédie musicale d'Israel Zangwill et Pierre Varenne, musique d'Octave Crémieux, théâtre Garnier (Monte-Carlo)
- 1929 : Minouche, opérette en 3 actes, livret de Jean Rioux, lyrics de René Pujol, musique d'Octave Crémieux, Casino-Théâtre de Genève

### Autres compositions
- Cajoleuse, valse, 1902
- En fête, polka, 1902
- Petit roman d'amour, mélodie, 1902
- V'là les jouets qui passent !, marche, 1902
- Bohémienne, mazurka, 1903
- Charme d'amour, valse, 1903
- L'Heure des caresses, valse, 1903
- Marche des petites Américaines, 1903
- Madrid, valse espagnole, 1904
- Quand l'amour meurt, valse lente, 1904
- Le Remords de Pierrot, piécette avec légende, 1904
- Indiana, marche two-step, 1905
- Charme d'amour, valse, 1906
- Sérénade andalouse, 1906
- Prière (Love's Longing), valse boston, 1906
- Cherries (Les Cerises), two-step, 1907
- L'Heure des regrets, valse, 1907
- L'Heure du rêve, valse, 1907
- Le Baiser, valse boston, 1907
- Les Fleurs que nous aimons, 1907
- Le Chemin d'amour, valse, 1908
- Coster girl, danse anglaise, 1908
- Le Criollo, tango argentin, 1909
- Niggergirl, two step, 1909
- Valse rouge, valse, 1910
- Griserie, valse tzigane, 1911
- Mensonge, valse boston, 1911
- Obsession, valse intermezzo, 1912
- Secret de femme, valse boston, 1912
- Désespérance, valse, 1913
- El pampero, tango argentin, 1913
- Valse lointaine, valse, 1913
- Come darling, valse boston, 1914
- Yo-ya-da, tango argentin, 1914
- Éternellement, valse boston, 1914
- Havana, tango, 1919
- Amants, valse boston, 1925
- Romance, valse, 1925

## Témoignages et critiques
- Au sujet de La Folle Escapade :

« Ma compétence en matière musicale est si modeste qu'il ne m'appartient pas de juger la partition dont Octave Crémieux a cru devoir orner le livret de son collaborateur, mais que la musique de M. Octave Crémieux soit, aux yeux et aux oreilles de mes savants confrères, ce qu'elle voudra (ou mieux, ce qu'ils voudront) je ne songe point à m'en préoccuper. Elle est presque constamment dansante cette musique et elle amuse ; on lui a reproché d'évoquer le music-hall anglais, plus que l'opérette française ; je crois le reproche justifié, mais je ne pense pas que cela nuise à son succès possible. Est-elle originale ? Je n'en sais rien. Je sais qu'elle s'adapte parfaitement à l'ouvrage qu'elle accompagne, et qu'elle contribue, pour une large part, à le rendre divertissant. »

— Maximin Roll, Les Potins de Paris, n°100, février 1919
- Dans La Petite Fille aux yeux sombres (1922), Marcel Pagnol, qui connaissait Crémieux, décrit plaisamment une jeune femme peu moderne en écrivant : « Elle aime les romans d'Henry Bordeaux, elle déchiffre les valses douloureusement idiotes d'Octave Crémieux. »